# پنتسر ۳۸(تی)
پنتسرکمپف‌واگن ۳۸(تی) (به آلمانی: Panzerkampfwagen 38(t)) که عموماً اختصارا پنتسر ۳۸(تی) (به آلمانی: Panzer 38(t)) خوانده می‌شود، یک تانک سبک طراحی شده در چکسلواکی بود که غالباً توسط آلمان در جریان جنگ جهانی دوم به‌کاربرده شد. حرف تی در عنوان این تانک مخفف واژه آلمانی "tschechisch" به معنای "ساخت چک" است. از عنوان رسمی تانک سبک مدل ۳۸ (به چکی: Lehký tank vzor 38، اختصارا: LT vz. 38) در ارتش چکسلواکی برای این تانک استفاده می‌شد.

## طراحی و توسعه
سال ۱۹۳۷ نیروی زمینی چکسلواکی فرمانی جهت طراحی یک تانک سبک جدید صادر کرد. شرکت سی‌کی‌دی چند مدل از طراحی‌های خود را ارائه نمود که تانک TNH P-S پس از آزمایش‌های گسترده بهترین مورد تشخیص داده شد. این نمونه با عنوان LT vz 38 روز ۱ ژوئیه سال ۱۹۳۸ به عنوان تانک سبک استاندارد نیروی زمینی چکسلواکی برگزیده گشت. هیچ یک از این تانک‌ها تا هنگام ورود نیروهای آلمانی به چکسلواکی در سال ۱۹۳۹ وارد خدمت نشدند. در ابتدای ورود تنها ۱۰ دستگاه تکمیل‌شده از آن‌ها به دست آلمانی‌ها افتاد. بیش از ۱۴۰۰ دستگاه دیگر از این تانک با عنوان پنتسرکمپف‌واگن ۳۸(تی) بین سال‌های ۱۹۳۹ تا ۱۹۴۲ برای استفاده در نیروی زمینی آلمان تولید شد. آلمان همچنین ۶۹ دستگاه به اسلواکی، ۱۰۲ دستگاه به مجارستان، ۵۰ دستگاه به رومانی و ۱۰ دستگاه به بلغارستان صادر نمودند.
برجک و بدنه تانک از صفحاتی به ضخامت ۱۰ تا ۲۵ میلی‌متر ساخته شده بود که به یکدیگر پیچ‌ومهره گشته بودند. از مدل ائی این ضخامت به ۵۰ میلی‌متر نیز رسید. راننده در قسمت جلو سمت راست تانک می‌نشست و تیربارچی با یک مسلسل ۷٫۹۲ میلی‌متری ام‌گه ۳۷ (تی) در سمت چپ او قرار داشت. برجک دو نفره تانک با یک توپ ۳۷٫۲ میلی‌متری Skoda A7 در مرکز بدنه بود. این توپ می‌توانست تا ۱۲ درجه به سمت بالا و تا ۶ درجه به سمت پایین حرکت کند. یک مسلسل ۷٫۹۲ میلی‌متری هم‌محور با توپ نیز در سمت راست آن تعبیه گشته بود. در مجموع ۹۰ گلوله برای توپ و ۲۵۵۰ فشنگ برای مسلسل‌ها درون تانک قرار می‌گرفت. موتور و سیستم انتقال قدرت در پشت تانک بودند. این سیستم  دارای پنج دنده جلو و یک دنده عقب بود. سیستم تعلیق در هر طرف شامل چهار چرخ بزرگ جاده با تایر لاستیکی بر روی یک جفت فنر تخت می‌شد. همانند تانک‌های مشابه سبک آلمانی، چرخ زنجیر در جلو و هرزگرد در عقب قرار داشت و دو چرخ کوچک در بالا حالت شنی را حفظ می‌کردند.
از شاسی این تانک به عنوان پایه بسیاری از خودروها از جمله توپ خودکششی ضد تانک ماردر با یک بدنه مجهز به یک توپ ۷۵ میلی‌متری ضد تانک، انواع دیگر توپ‌های خودکششی و زره‌پوش ضد تانک هتسر، استفاده شد.
تعداد ۲۵۸۴ دستگاه از این تانک بین سال ۱۹۴۴ و ۱۹۴۵ تولید شد. خط تولید از پس از جنگ جهانی دوم برای نیروی زمینی چکسلواکی ادامه پیدا کرد. در سال‌های ۴۷-۱۹۴۶ میزان ۱۵۸ دستگاه دیگر تحت عنوان G-13 به سوئیس فروخته شد که تا دهه ۱۹۶۰ مشغول خدمت بودند.

## تاریخچه عملیاتی
با آغاز جنگ جهانی دوم، تانک پنتسر ۳۸(تی) در نبرد لهستان به‌کارگرفته شد. در بخشی از سال ۱۹۴۰ یک چهارم از تانک‌های آلمانی پنتسر ۳۸(تی) بودند‌. از این تانک در تهاجم آلمان به فرانسه در سال ۱۹۴۰ در لشکرهای هفتم و هشتم زرهی استفاده گردید. از هفده لشکر زرهی آلمان در هنگام آغاز عملیات بارباروسا، تهاجم به شوروی در ماه ژوئن سال ۱۹۴۱، شش لشکر غالبا به تانک‌های ساخت چکسلواکی از جمله پنتسر ۳۸(تی) مجهز بودند. پنتسر ۳۸(تی) تا سال ۱۹۴۲ به خدمت در ورماخت ادامه داد. هنگامی که دیگر به عنوان تانک قدیمی شده بود در نقش خودروی شناسایی به کار می‌رفت.

## مشخصات فنی

### مشخصات عمومی
- خدمه: ۴ نفر

#### ابعاد
- طول: ۴۵۴۶ میلی‌متر
- عرض: ۲۱۳۳ میلی‌متر
- ارتفاع: ۲۳۱۱ میلی‌متر
- حداکثر عمق عبور از آب: ۰٫۹ متر

#### وزن
- وزن بارگیری شده: ۹٫۷ تن

#### پیشرانه
- نیرومحرکه: یک موتور خطی بنزینی شش سیلندر Praga EPA خنک‌شونده با مایعات: ۱۵۰ اسب بخار (۱۱۲ کیلو وات)

#### زره
- ۱۰ تا ۲۵ میلی‌متر

### عملکرد
- حداکثر سرعت: ۴۲ کیلومتر بر ساعت در جاده
- حداکثر برد: ۲۰۰ کیلومتر
- عبور از موانع:
  - حداکثر عرض سنگر: ۱۸۷۹ میلی‌متر
  - حداکثر ارتفاع: ۷۸۷ میلی‌متر

### تسلیحات
- یک توپ Skoda A7 ۳۷٫۲ میلی‌متری: ۹۰ گلوله
- دو مسلسل ام‌گه ۳۷(تی) کالیبر ۷٫۹۲ میلی‌متر: ۲۲۵۰ فشنگ[۳]